# Přídomek

Příklad francouzského predikátu „de“ na díle J. B. de Lullyho

Přídomek (často také šlechtický predikát, šlechtický přídomek, šlechtický atribut) je část osobního jména odvozená často z místa narození, pobytu nebo i državy. Přídomky mohou být tvořeny předložkou nebo příponou.
Přídomek v naprosté většině zemí ještě neprokazoval šlechtický původ. Zprvu byl užíván bez ohledu na původ. V různých zemích byl vývoj po vzniku různý, buďto se z něj stala běžná příjmení, nebo se používal pro odlišení šlechticů od nešlechticů.

## V českých zemích
Od středověku do 15. století se jako upřesnění osobního křestního jména objevovala jména odvozená od místa narození a pobytu bez ohledu na šlechtictví, tato jména byla nedědičná, v případě naznačování pobytu i proměnná. Řada významných historických osobností jméno s tímto „přídomkem“ je doposud známa – Stanislav ze Znojma, Jan Milíč z Kroměříže, či Křišťan z Prachatic, u venkovské šlechty píšící se podle své (dědičně držené) državy se záhy objevovala i u této části osobního jména dědičnost.
Za základní tvar přídomku lze považovat předložkový odkazující k reálnému místu, např. z Rožmberka, z Hazmburka, z Pardubic. Predikát se zpravidla kryje s rodovým jménem (Rožmberkové), ne však nutně (Zajícové z Hazmburka). Spolu s rozvětvováním rodu se mohl i predikát rozšiřovat, vedle tradičního sídla rodu se mohlo objevit i současné sídlo držitele (tak s předložkou na, například: Višňové z Větřní na Pasovarech). Dále mohly být do jmen přibírán druhý přídomek – ne v předložkovém, ale genitivním tvaru – pro odlišení jednotlivých větví, např. u rodu z Kolovrat byly Krakovští, Libštejnští atd.
Od 15. a 16. století docházelo k formalizování predikátu, zejména ve spojení s udílením erbů a predikátů erbovním měšťanům, kterým byly udělovány fiktivní predikáty, například von Schulstein (Ferdinand Kindermann) či z Aventina (Jiří Melantrich z Aventina); v takovém případě predikát zpravidla odkazuje na činnost či zásluhy dotyčného. To znamená, že nemusela vůbec existovat obec, která tvořila základ predikátu. Udělovat predikáty podle existujících lokalit bylo dokonce za Rakouského císařství zakázáno.
Prvním důvodem bylo to, že šlechticů začalo být více než obcí. Druhým, že obce často již někdo vlastnil. Třetím, že místní by často nelibě nesli, kdyby dostali "nového" šlechtice, který s jejich obcí neměl nic společného, dokonce by mu tam ani nic nepatřilo.
Od vlády Leopolda I. začíná plnit (vedle výše zmíněného) funkci predikátu také vlastní předložka – v této měli nově povýšení šlechtici právo vkládat prostě předložku před své příjmení (Josef Zítek se stal Josefem von Zítek). Je zajímavé, že tato praxe se ukázala jako nepřeložitelná do češtiny (tedy tvar „Josef ze Zítků“ se nevžil), překlad se tedy řeší různým způsobem, velmi často mizí tento predikát zcela (německý Josef von Zítek po překladu je Josef Zítek, názornější je to u šlechticů, kteří mohli užívat ve jménu též vyznačení šlechtického stupně: tedy německy Karel Ritter von Kořistka, ale česky Karel rytíř Kořistka).
I když v okruhu zemí Svaté říše římské byla spojitost mezi predikátem a šlechtictvím nejužší, ani zde to nebylo na 100 %. Příkladem je lesník Jan Evangelista Chadt, který si za svůj přídomek zvolil jméno "Ševětínský", protože studoval v Ševětíně.

### Po roce 1918
Spolu s vydáním zákona o zrušení šlechtictví se ukázalo, že chápání pojmu přídomek (predikát) v češtině není zcela jednotné. Zmíněný zákon zakazoval „bývalým šlechticům“ užívat „svého rodného jména s přídomkem nebo dodatkem vyznačujícím šlechtictví.“ Tehdejší úřední praxe v podstatě nikterak neřešila užívání vlastního přídomku, pouze se snažila zabránit užívání předložky ve jméně, tento výklad lze považovat za platný dodnes. Šlechtická jména byla převáděna na občanská příjmení různým způsobem: Ze jména byla vypuštěna předložka a místo v přídomku bylo použito v nominativu (Emanuel z Lešehradu se stal Emanuelem Lešehradským), případně byl předložkový přídomek převeden do adjektivní formy (Jiří z Hustířan se stal Jiří Hustířanský). Ve své době byla tato praxe kritizována, protože by za přídomek měl být považován i tvar adjektivní, takže tato praxe nic neřeší, a dále protože tato praxe může vést k nečeskému výsledku (z jména českého rodu Daczický z Hesslowa se po úředním zásahu stal pouze Hesslowa).